# Accademia reale di Turku

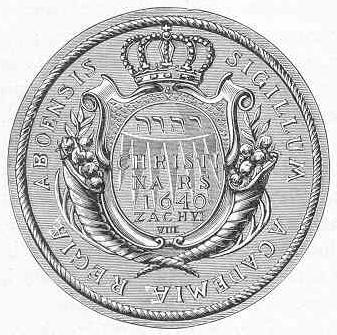
Il sigillo della Reale Accademia di Turku.

La Accademia reale di Turku (Svedese: Kungliga Akademin i Åbo o Åbo Kungliga Akademi, Latino: Regia Academia Aboensis, Finlandese: Turun akatemia) fu la prima università in Finlandia e il solo ateneo finlandese istituito prima dell'indipendenza, avvenuta nel 1917, allorquando fu rinominata Università di Helsinki.

## Storia
L'accademia fu fondata nel 1640 dalla regina Cristina di Svezia su proposta del Conte Per Brahe, su modello della Scuola cattedrale di Åbo, fondata nel 1276. Fu la terza università nella storia dell'Impero svedese, dopo l'Università di Uppsala e l'Academia Gustaviana (divenuta in seguito università di Tartu) fondate rispettivamente nel 1477 e nel 1632. In seno all'accademia sorse nel 1642 la prima tipografia finlandese diretta da Peder Walde.
Turku (o Åbo in svedese) era la più grande città in Finlandia e tra le tre più grandi della Svezia di quel tempo. Nel 1809 la Finlandia fu ceduta alla Russia e la capitale del nuovo Granducato di Finlandia fu trasferita ad Helsinki nel 1812, poiché Turku era considerata eccessivamente distante da San Pietroburgo e al contempo vicina a Stoccolma. Dopo il grande incendio che colpì Turku nel 1827 e che devastò gran parte della città, gli uffici governativi rimasti furono definitivamente trasferiti nella nuova capitale, così come l'università. Essa dunque continuò ad Helsinki, prima come Accademia Imperiale di Turku ed in seguito come Università di Helsinki con l'indipendenza della Finlandia raggiunta nel 1917.
Turku accoglie due università: l'università di lingua svedese Åbo Akademi, fondata nel 1918 e l'Università di Turku di lingua finlandese, fondata nel 1920.

## Rettori
Similmente a quanto avveniva presso l'Università di Uppsala, il Rector Magnificus era eletto collegialmente e disponeva di un mandato breve. A differenza di Uppsala, dove i rettori erano nominati – nel periodo tra il 1655 e il 1840 – con cadenza semestrale, presso l'Accademia reale la nomina aveva cadenza annuale con possibilità di rielezione.

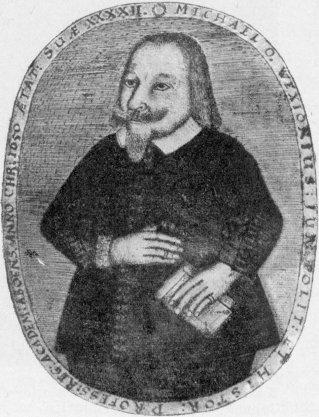
Lo storico Mikael Wexionius fu professore di storia e scienze politiche e per tre volte Rector Magnificus dell'Accademia.

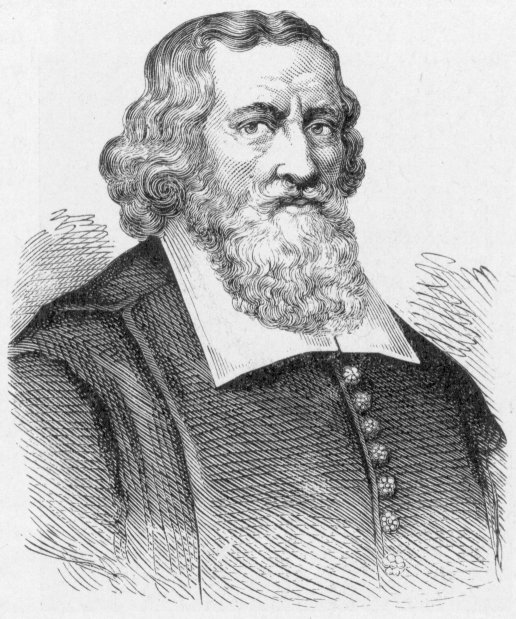
Il vescovo Johannes Elai Terserus fu professore di teologia e Rector Magnificus dell'Accademia.

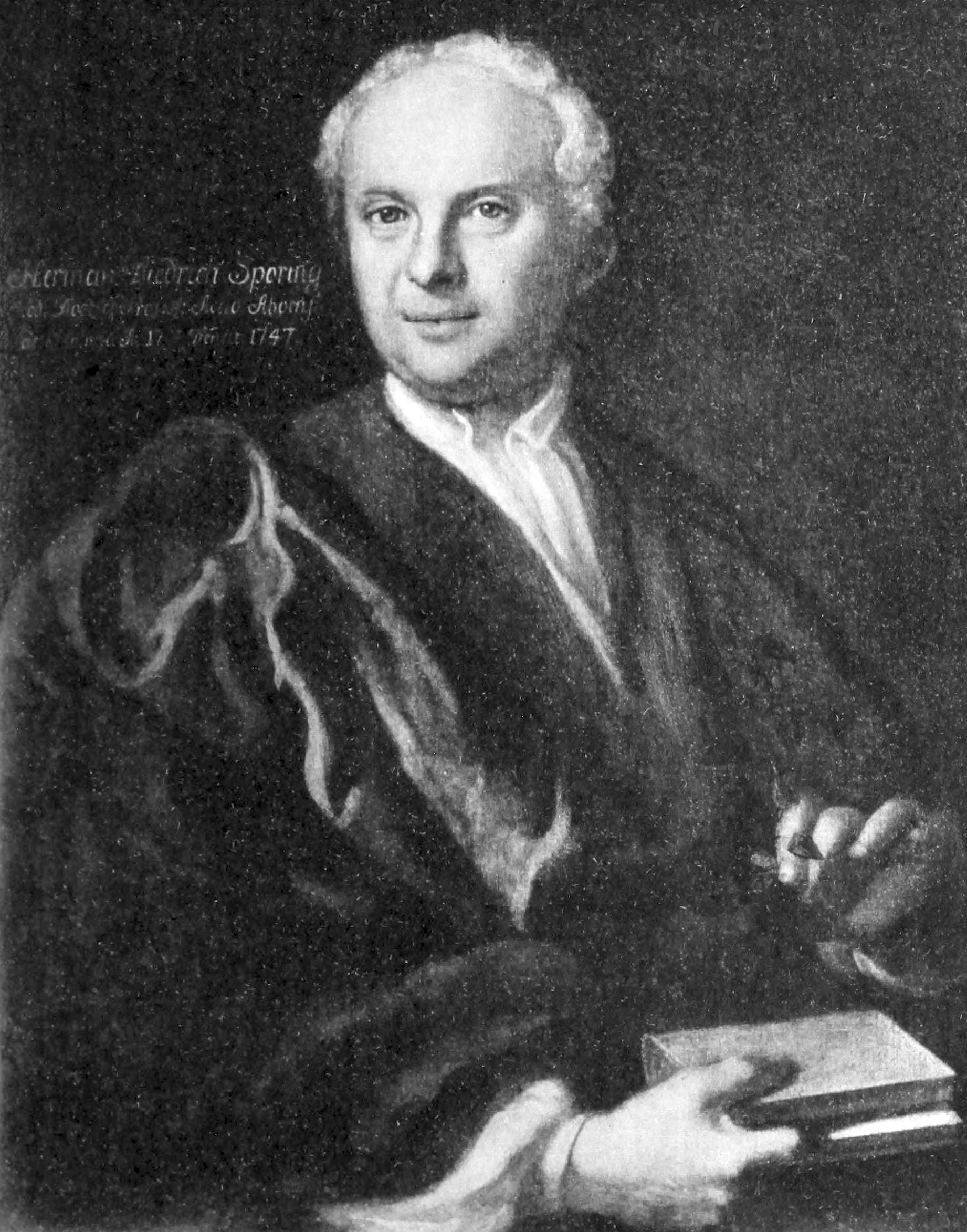
Il medico e naturalista Herman Spöring fu professore di medicina e anatomia e fu Rector Magnificus dell'Accademia.

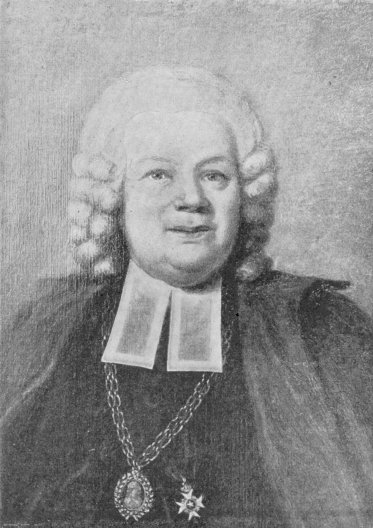
Il vescovo Karl Fredrik Mennander, primate della Chiesa di Svezia, fu professore di fisica e Rector Magnificus dell'Accademia.

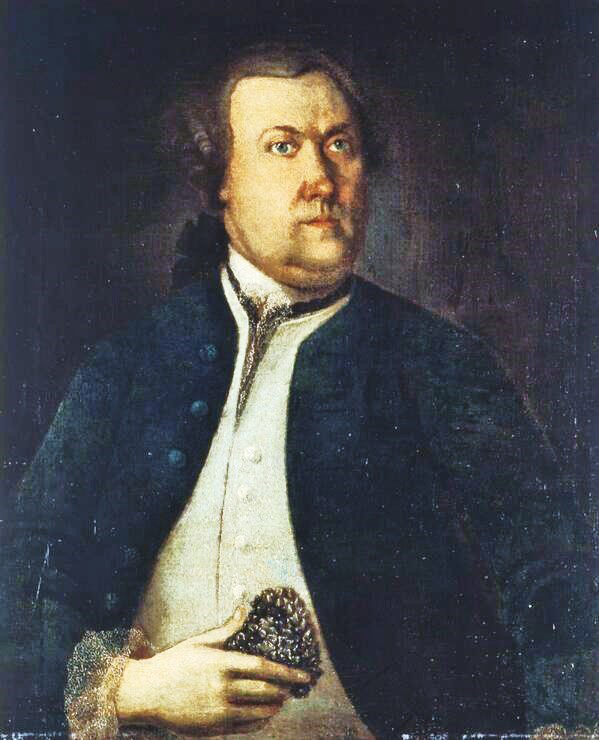
Il naturalista Pehr Kalm, discepolo di Carlo Linneo, fu professore di storia naturale e per tre volte Rector Magnificus dell'Accademia.

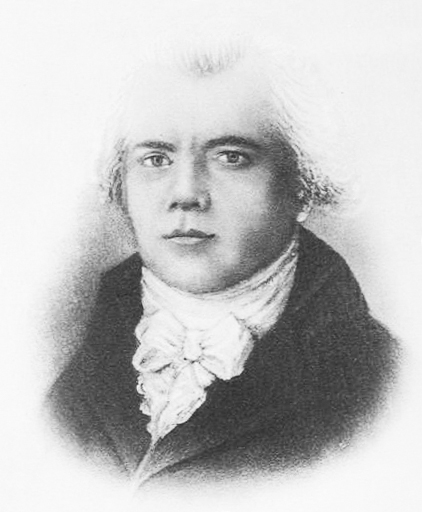
Il chimico e mineralogista Johan Gadolin fu professore di chimica e Rector Magnificus dell'Accademia.

- 1640-1641 Eskil Petraeus, professore di teologia
- 1641-1642 Mikael Wexionius, professore di storia e scienze politiche
- 1642-1643 Sven Wigelius, professore di teologia
- 1643-1644 Erik Achrelius, professore di medicina e anatomia
- 1644-1645 Simon Kexlerus, professore di matematica
- 1645-1646 Johannes Elai Terserus, professore di teologia
- 1646-1647 Martin Stodius, professore di greco ed ebraico
- 1647-1648 Georg Alanus, professore di fisica e botanica
- 1648-1649 Nils Nycopensis, professore di logica e poetica
- 1649-1650 Eskil Petraeus
- 1650-1651 Erik Achrelius
- 1651-1652 Martin Stodius
- 1652-1653 Georg Alanus
- 1653-1654 Mikael Wexionius
- 1654-1655 Mikael Wexionius
- 1655-1656 Simon Kexlerus
- 1656-1657 Nils Nycopensis
- 1657-1658 Abraham Thauvonius, professore di fisica e botanica
- 1658-1659 Martin Stodius
- 1659-1660 Petrus Bergius
- 1660-1661 Olof Wexionius
- 1661-1662 Enevald Svenonius
- 1662-1664 Anders Thuronius
- 1664-1665 Axel Kempe
- 1665-1666 Abraham Thauvonius
- 1666-1667 Simon Kexlerus
- 1667-1668 Olof Wexionius
- 1668-1669 Enevald Svenonius
- 1669-1670 Petrus Bergius
- 1670-1671 Petrus Bång
- 1671-1672 Martin Miltopaeus
- 1672-1673 Nils Tunander
- 1673-1674 Jakob Flachsenius
- 1674-1675 Anders Petraeus
- 1675-1676 Axel Kempe
- 1676-1677 Elias Tillandz
- 1677-1678 Petter Laurbecchius
- 1678-1679 Enevald Svenonius
- 1679-1680 Johan Flachsenius
- 1680-1681 Johannes Gezelius il giovane
- 1681-1682 Erik Falander
- 1682-1683 Jakob Flachsenius
- 1683-1684 Elias Tillandz
- 1684-1685 Petter Laurbecchius
- 1685-1686 Enevald Svenonius
- 1686-1687 Johan Flachsenius
- 1687-1688 Daniel Achrelius
- 1688-1689 Simon Tolpo
- 1689-1690 Anders Wanochius
- 1690-1691 Petter Hahn
- 1691-1692 Jakob Flachsenius
- 1692-1693 Jakob Swederus
- 1693-1694 David Lund
- 1694-1695 Petter Laurbecchius
- 1695-1696 Johan Flachsenius
- 1696-1697 Lars Braun
- 1697-1698 Magnus Steen, prorettore di Lars Braun
- 1698-1699 Torsten Rudeen
- 1699-1700 Kristiern Alander
- 1700-1701 Johan Munster
- 1701-1702 Isak Pihlman
- 1702-1703 Lars Tammelin
- 1703-1704 Johan Flachsenius
- 1704-1705 Matthias Swederus
- 1705-1706 Petter Hahn
- 1706-1707 Simon Hahn
- 1707-1708 Per Hielm
- 1708-1709 Johan Munster
- 1709-1710 Lars Tammelin
- 1710-1711 Gabriel Juslenius
- 1711-1712 Israel Nesselius
- 1712-1713 Anders Pryss
- 1713 Ingemund Bröms
- 1714-1722 Anders Pryss, prorettore durante la Grande guerra del Nord
- 1722-1724 Herman Ross
- 1724-1725 Samuel Schulteen
- 1725-1726 Klas Ekeblad, rector illustris[2]
- 1726-1727 Anders Pryss
- 1727-1728 Jonas Fahlenius
- 1728-1729 Johan Thorwöste
- 1729-1730 Daniel Juslenius
- 1730-1731 Algot Scarin
- 1731-1732 Johan Haartman
- 1732-1733 Nils Hasselbom
- 1733-1734 Isak Björklund
- 1734-1735 Henrik Hassel
- 1735-1736 Anders Bergius
- 1736-1737 Samuel Schulteen
- 1737-1738 Herman Diedrich Spöring
- 1738-1739 Anders Pryss
- 1739-1740 Isak Björklund
- 1740-1741 Algot Scarin
- 1741 Petter Filenius
- 1742 Lilla ofreden
- 1743-1744 Nils Hasselbom
- 1745-1746 Johan Browallius
- 1746-1747 Herman Diedrich Spöring
- 1747-1748 Johan Browallius
- 1748-1749 Algot Scarin
- 1749-1750 Samuel Pryss
- 1750-1751 Olof Pryss
- 1751-1752 Henrik Hassel
- 1752-1753 Johan Tillander
- 1753-1754 Karl Fredrik Mennander
- 1754-1755 Karl Mesterton
- 1755-1756 Karl Abraham Clewberg
- 1756-1757 Pehr Kalm
- 1757-1758 Jakob Gadolin
- 1758-1759 Samuel Pryss
- 1759-1760 Olof Pryss
- 1760-1761 Johan Leche
- 1761-1762 Johan Tillander
- 1762-1763 Henrik Hassel
- 1763-1764 Jakob Gadolin
- 1764-1765 Karl Mesterton
- 1765-1766 Pehr Kalm
- 1766-1767 Isak Ross
- 1767-1768 Martin Johan Wallenius
- 1768-1769 Pehr Adrian Gadd
- 1769-1770 Johan Bilmark
- 1770-1771 Anders Planman
- 1771-1772 Henrik Hassel
- 1772-1773 Pehr Kalm
- 1773-1774 Jakob Gadolin
- 1774-1775 Pehr Adrian Gadd
- 1775-1776 Jakob Haartman
- 1776-1777 Wilhelm Robert Nääf
- 1777-1778 Johan Bilmark
- 1778-1779 Anders Planman
- 1779-1780 Lars Lefrén
- 1780-1781 Jakob Gadolin
- 1781-1782 Matthias Calonius
- 1782-1783 Pehr Adrian Gadd
- 1783-1784 Johan Bilmark
- 1784-1785 Lars Lefrén
- 1785-1786 Anders Planman
- 1786-1787 Henrik Gabriel Porthan
- 1787-1788 Olof Schalberg
- 1788-1789 Salomon Kreander
- 1789-1790 Karl Nilklas Hellenius
- 1790-1791 Johan Henrik Lindqvist
- 1791-1792 Gabriel Bonsdorff
- 1792-1793 Pehr Malmström
- 1793-1794 Kristian Cavander
- 1794-1795 Gabriel Erik Haartman
- 1795-1796 Johan Bilmark
- 1796-1797 Lars Lefrén
- 1797-1798 Lars Bonsdorff
- 1798-1799 Henrik Gabriel Porthan
- 1799-1800 Jakob Tengström
- 1800-1801 Matthias Calonius
- 1801-1802 Olof Schalberg
- 1802-1803 Karl Niklas Hellenius
- 1803-1804 Johan Gadolin
- 1804-1805 Gustaf Gadolin
- 1805-1806 Anders Johan Mether
- 1806-1807 Gustaf Gabriel Hällström
- 1807-1808 Matthias Calonius